# Termometru manometric

Termometru manometric.

Un termometru manometric sau termometru cu presiune de vapori este un termometru funcționând pe principiul variației presiunii vaporilor saturați ai unui lichid în funcție de temperatură.

## Descriere
Un termometru manometric este format dintr-un rezervor ermetic introdus într-o teacă de protecție, umplut cu lichid volatil (senzorul), legat printr-un tub capilar de un manometru, de obicei cu tub Bourdon, etalonat direct în grade Celsius.
Domeniul de temperaturi pentru termometrele industriale este –40 ... 200 °C. Lichidele folosite în acest caz sunt: propan, freon, clorură de etil, eter etilic, benzen.
Avantajul acestui tip de termometre este că presiunea vaporilor saturați {\displaystyle p\,} crește cu temperatura {\displaystyle T\,} conform formulei Clausius-Clapeyron:
{\displaystyle {\frac {dp}{dT}}={\frac {c_{L}}{T(v_{v}-v_{L})}}}
unde {\displaystyle c_{L}\,} este căldura masică de vaporizare a lichidului, iar {\displaystyle v_{v}\,} și {\displaystyle v_{L}\,} sunt volumele masice ale vaporilor, respectiv lichidului, toate la presiunea {\displaystyle p\,}.
Această creștere este mult mai rapidă decât pentru un gaz, conform ecuației de stare a gazului ideal. Alt avantaj este că manometrul poate fi plasat destul de departe, până la zeci de metri de senzor. Dacă este cazul, manometrul poate fi prevăzut cu contacte electrice, instrumentul lucrând ca senzor în automatizări. Semnalul de presiune poate fi folosit la aparate înregistratoare.

## Termometru etalon al ITS-90

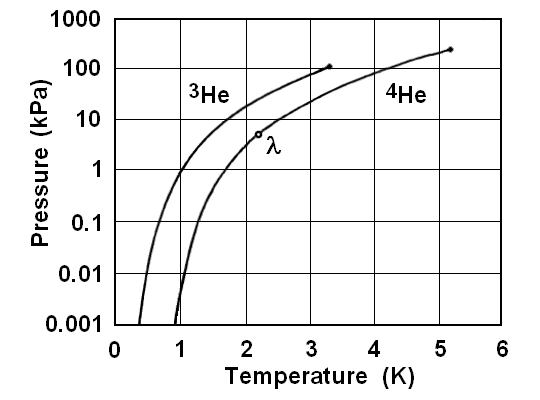
Presiunea de saturaţie a ^{3}He şi ^{4}He în funcţie de temperatură.

Termometru etalon cu ^{3}He la Institutul Național de Metrologie al Japoniei.

În ITS-90 temperatura {\displaystyle T_{90}\,} între 0,65 K și 5,0 K este definită prin relația dintre temperatură și presiunea de saturație a 3He (heliu-3) și a 4He (heliu-4).
Termometrele etalon pentru măsurarea acestor temperaturi sunt cele cu presiune de vapori de heliu.